# Mujeres asesinas (serie de televisión mexicana de 2022)
Mujeres asesinas es una serie de televisión por internet de suspenso dramático mexicano producida por Plétora Productions para TelevisaUnivision, en el 2022. La serie está basada en el libro de Marisa Grinstein, Mujeres asesinas, siendo así un reinicio de la versión homónima mexicana de 2008, siendo adaptada por Alicia Luna. Se lanzó a través de Vix el 4 de noviembre de 2022.
En septiembre de 2023, la serie fue renovada para una segunda temporada, que se estrenó el 15 de marzo de 2024.
El 14 de noviembre de 2024 se confirmó una tercera temporada, que estrenó el 16 de mayo de 2025.

## Premisa
Cada episodio presenta una historia independiente en la que las mujeres enfrentan una vida difícil debido a parejas violentas, padres manipuladores o situaciones humillantes, y recurren a la violencia y la muerte para terminar con su situación.

## Reparto
En cada episodio tendrá como invitados actores notables del mundo del cine y la televisión hispana, como:
- Macarena García como Silvia
- Luis Felipe Tovar como Rafael[11]
- Claudia Ramírez como Marta[11]
- Julia Urbini como Luisa
- Sebastián Poza como Leonardo[11]
- Diana Golden como Violeta
- Barbie Casillas como Lupe
- Arcelia Ramírez como Teresa[12]
- Yalitza Aparicio como Rocío
- Leticia Huijara como Doña Socorro[13]
- Luis Fernando Peña como Gabino[13]
- Ana Silvia Garza como la madre de Rocío
- Jedet como Ángel / Paula
- Axel Ricco como Napoleón[14]
- Ramiro Fumazoni como Mario[14]
- Jade Fraser como Ximena[14]
- Gina Pedret como Marcela
- Catherine Siachoque como Blanca[15]
- Alejandro de Hoyos Parera como Guillermo[16]
- Antonio de la Vega como Fernando Longares[17]
- Arleth Terán como Diana
- Yolanda Ventura como Agnes
- Lisardo como Francisco del Río
- Luis Uribe como Don Andrés
- Nicole Curiel como Grisel
- Alexa Archundia como Angélica
- Santiago Achaga como Pablo
- Francisco de la O como el padre de Angélica
- Paola Toyos como la madre de Angélica
- Gabriel Santoyo como Homero
- Claudia Martín como Adriana
- Álex Perea como Martín
- Sara Maldonado como Alejandra
- Arturo Barba como Fermín

## Producción
El rodaje de la serie inició a inicios de junio de 2022, el 29 de junio de 2022 se anunció que la serie será lanzada para la plataforma de streaming de TelevisaUnivision, Vix+. Ese mismo día, se confirmó a Yalitza Aparicio como parte de una de las ocho mujeres que estelarizarán un episodio. El 18 de agosto de 2022, las actrices Catherine Siachoque, Barbie Casillas, Macarena García, Jedet, Nicole Curiel, Claudia Martín y Sara Maldonado fueron anunciadas como las siete roles estelares restantes.

## Episodios
| Temporada | Temporada | Episodios | Episodios | Lanzamiento original   | Lanzamiento original    |
| Temporada | Temporada | Episodios | Episodios | Primera emisión        | Última emisión          |
| --------- | --------- | --------- | --------- | ---------------------- | ----------------------- |
|           | 1         | 8         | 8         | 4 de noviembre de 2022 | 23 de diciembre de 2022 |
|           | 2         | 8         | 8         | 15 de marzo de 2024    | 26 de abril de 2024     |
|           | 3         | 8         | 8         | 16 de mayo de 2025     | julio de 2025           |

### Primera temporada (2022)
| N.º en serie | N.º en temp. | Título               | Dirigido por          | Escrito por                            | Fecha de lanzamiento original |
| --- | ------------ | -------------------- | --------------------- | -------------------------------------- | ----------------------------- |
| 1 | 1            | «Las golondrinas»    | Pepe Castro           | Alicia Luna                            | 4 de noviembre de 2022        |
| Silvia es una enfermera recién licenciada que mantiene una estrecha relación con su madre, Marta. Sin embargo, la relación con su padre, Rafael, es más compleja. Rafael es un policía alcohólico retirado que abusa física y psicológicamente de Silvia y Marta. Cuando Marta muere, Silvia decide mudarse, pero Rafael la denuncia por abandono de persona discapacitada. Cuando vuelve a casa, Silvia comienza a planear la muerte de Rafael utilizando sus conocimientos como enfermera. Reparto: Macarena García como Silva, Luis Felipe Tovar como Rafael, Claudia Ramírez como Marta, Julia Urbini como Luisa, Sebastián Poza como Leonardo, Diana Golden como Violeta, Olivia Duflos como Silvia. |              |                      |                       |                                        |                               |
| 2 | 2            | «La niña ladrona»    | Pepe Castro           | Alicia Luna                            | 11 de noviembre de 2022       |
| Lupe fue secuestrada de niña por Tere, cuando intentaba cruzar la frontera a Estados Unidos con sus padres. Tere obliga a Lupe a trabajar en las calles para ganarse la vida, mientras que su hijo Raúl se convierte en el protector y novio de Lupe, pero eso no detiene los abusos de Tere. Cuando llega Anita, una niña de seis años, Lupe decide poner fin a los abusos y secuestros de niños de Tere. Reparto: Barbie Casillas como Lupe, Arcelia Ramírez como Teresa, Leo Casta como Raúl, Ricardo Gómez como Memo, Pablo Astiazaran como el Sacerdote, Tsayamhall como la madre de Lupe, Julio Grijalva como el padre de Lupe, Amber Light como Lupe de niña, María Schwartau como Angelita, José Ángel Garrido como Raúl de niño, Santiago Escobedo como César, Gerardo Saldaña como Carlitos, Baltazar Sebastián como Nando, Mía Fabri como Anita. |              |                      |                       |                                        |                               |
| 3 | 3            | «La insomne»         | Carlos García Agraz   | Alicia Luna                            | 18 de noviembre de 2022       |
| Después de que un incendio en su casa mata a su familia, Rocío pierde la fuerza de voluntad para perseguir sus sueños como maestra. Gabino, el novio de Rocío, le propone hacerse cargo del negocio de sus padres y formar una familia, pero el accidente todavía la persigue. Reparto: Yalitza Aparicio como Rocío, Leticia Huijara como Doña Socorro, Luis Fernando Peña como Gabino, Ana Silvia Garza como Doña Flor, Nicole Salgado Hernández como Lucero, José Luis Huerta como el padre de Rocío, Mayahuel de Monte como la madre de Rocío, Saúl Osvaldo como Ramón. |              |                      |                       |                                        |                               |
| 4 | 4            | «Llámame Paula»      | Ana Lorena Pérez-Ríos | Alicia Luna Fernando Casasús Fernández | 25 de noviembre de 2022       |
| Ángel es un joven fisioterapeuta que decide abrazar su verdadero yo y su sexualidad, convirtiéndose en Paula. Después de conocer a Napoleón en el trabajo, Paula tiene una cita con él. Durante una fiesta, Napoleón le presenta a Paula a Mario, un arquitecto de éxito, y deciden competir por el amor de Paula. Reparto: Jedet como Ángel / Paula, Axel Ricco como Napoleón, Ramiro Fumazoni como Mario, Jade Fraser como Ximena, Juan Sahagún como Juan, Gizeht Galatea como Amparo, Gina Pedret como Marcela. |              |                      |                       |                                        |                               |
| 5 | 5            | «Las bodas de plata» | Pepe Castro           | Alicia Luna                            | 2 de diciembre de 2022        |
| Blanca es una sumisa ama de casa que vive un matrimonio lleno de secretos y traiciones. Mientras Blanca y Fernando celebran su 25 aniversario de bodas, ella firma su testamento, dejando a su sobrino Guillermo como único heredero. Reparto: Catherine Siachoque como Blanca, Alejandro de Hoyos Parera como Guillermo, Antonio de la Vega como Fernando Longares, Arleth Terán como Diana, Ruth Rosas como Soledad, Yolanda Ventura como Agnes, Lisardo como Francisco del Río, Arena Ibarra como Marisol del Río y Luis Uribe como Don Andrés. |              |                      |                       |                                        |                               |
| 6 | 6            | «Como hermanas»      | Pepe Castro           | Alicia Luna                            | 9 de diciembre de 2022        |
| Grisel y Angélica, mejores amigas, buscan su propósito en la vida pero quedan deslumbradas por Pablo, una estrella de las redes sociales de quien se enamoran. Reparto: Nicole Curiel como Grisel, Alexa Archundia como Angélica, Santiago Achaga como Pablo, Ludyvina Velarde como Patricia, Francisco de la O como el padre de Angélica, Paola Toyos como la madre de Angélica, Julia Maqueo como Jimena, Gabriel Santoyo como Homero, Ela Hernández como Lina y Oriana Realmente como Oriana. |              |                      |                       |                                        |                               |
| 7 | 7            | «La Chef»            | Carlos García Agraz   | Alicia Luna                            | 16 de diciembre de 2022       |
| Adriana es una joven chef que sale con Martín, un narcotraficante. Después de que Martín la deja, Adriana abre un restaurante que rápidamente se vuelve popular. Años más tarde, Martín vuelve a la vida de Adriana, y comienzan su romance que antes había sido abandonado. Reparto: Claudia Martín como Adriana, Álex Perea como Martín, Carolina Politi como Berta, Benjamín Rivero como Miguel, Paty Díaz como Toña, Samuel Gallegos como Eugenio, Fernanda Bernal como Viviana, Diego Marino como Mozo y José Jaime Orozco como Poncho. |              |                      |                       |                                        |                               |
| 8 | 8            | «La condena»         | Ana Lorena Pérez-Ríos | Alicia Luna                            | 23 de diciembre de 2022       |
| Alejandra se casa con Fermín, quien se hace pasar por su protector. Después de un tiempo, Alejandra descubre que la pasión de Fermín no es más que una manifestación de sus celos desmesurados. Reparto: Sara Maldonado como Alejandra, Arturo Barba como Fermín, Karina Gidi como Berta, Adriana Williams como Violeta y Pedro Romo como Gustavo. |              |                      |                       |                                        |                               |

### Segunda temporada (2024)
| N.º en serie | N.º en temp. | Título      | Dirigido por        | Escrito por                                  | Fecha de lanzamiento original |
| ------------ | ------------ | ----------- | ------------------- | -------------------------------------------- | ----------------------------- |
| 9            | 1            | «Rosario»   | Pepe Castro         | Alicia Luna                                  | 15 de marzo de 2024           |
| 10           | 2            | «Esmeralda» | Pepe Castro         | Marisa Grinstein Francisco Casasús Fernández | 15 de marzo de 2024           |
| 11           | 3            | «Virginia»  | Pepe Castro         | Marisa Grinstein                             | 22 de marzo de 2024           |
| 12           | 4            | «Hortensia» | Carlos García Agraz | Alicia Luna                                  | 29 de marzo de 2024           |
| 13           | 5            | «Lorenza»   | Pepe Castro         | Marisa Grinstein                             | 5 de abril de 2024            |
| 14           | 6            | «Aurora»    | Kenya Márquez       | Marisa Grinstein                             | 12 de abril de 2024           |
| 15           | 7            | «Magdalena» | Carlos García Agraz | Marisa Grinstein                             | 19 de abril de 2024           |
| 16           | 8            | «Nancy»     | Kenya Márquez       | Alicia Luna                                  | 26 de abril de 2024           |